# Clocher trinitaire

Gotein-Libarrenx

Ein Clocher trinitaire ist eine Sonderform des Glockengiebels mit drei – meist gleich hohen – Spitzen. Derartige Giebel sind typisch für Kirchen im Pays de Soule (baskisch: Xiberoa oder Zuberoa) im französischen Teil des Baskenlandes.

## Funktion
Bei den meisten Clochers trinitaires handelt es sich um Glockengiebel. In einigen wenigen Beispielen sind aber keine Glocken (mehr) vorhanden, so dass eine kirchliche Funktion nicht erkennbar ist und nur noch ein repräsentativer Charakter verbleibt.

## Architektur
In den meisten Fällen ist bei den Clochers trinitaires lediglich die Fassadenwand nach oben verlängert und endet in drei Spitzen. Bei der Kirche Saint Jacques-le-Majeur von Saint-Yaguen ist eine der Spitzen als steinerner Treppenturm ausgebildet; die beiden anderen haben auf ihrer Rückseite Holzgalerien, über welche die ehedem wohl vorhandenen Glocken erreichbar waren. Die Konstruktion hat insgesamt aber auch deutliche wehrhafte Aspekte.

## Symbolik
Eine eventuell vorhandene Symbolik der drei Spitzen ist unklar. Einige sehen sie als Zeichen der Trinität Gottes, andere bringen sie in Verbindung mit der Passion Christi und sehen in ihnen Hinweise auf die drei Kreuze auf dem Berg Golgotha.

## Liste
- Agnos
- Arrast-Larrebieu
- Aussurucq
- Berrogain-Laruns
- Charritte-de-Bas
- Espès-Undurein
- Gotein-Libarrenx
- Idaux-Mendy
- Laguinge-Restoue
- Mauléon-Licharre (Kapelle)
- Moncayolle
- Kapelle am Col d'Osquich
- Saint-Yaguen
- Sauguis
- Viellenave-de-Navarrenx
- Viodos-Abense-de-Bas

## Bilder

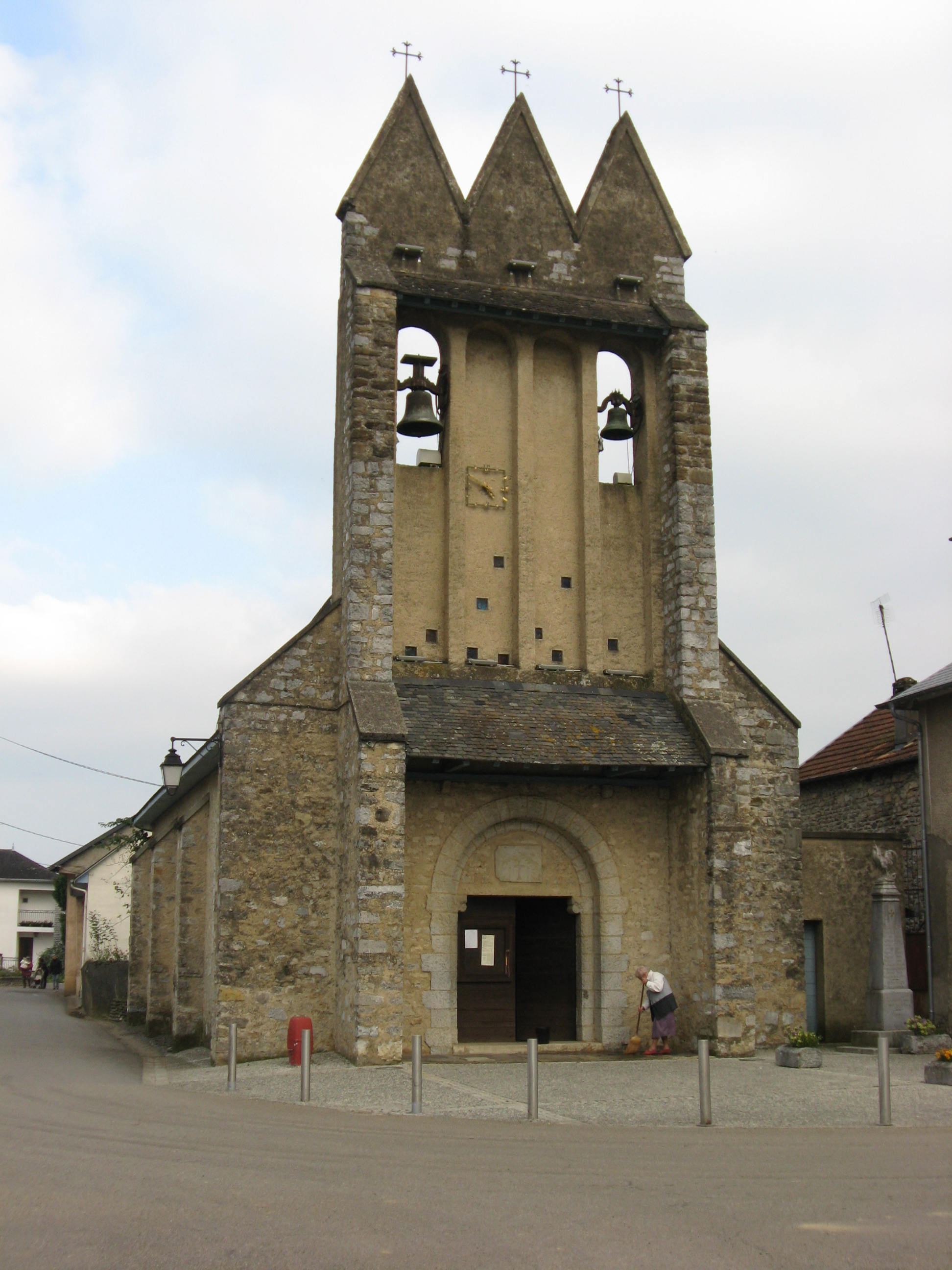
Agnos
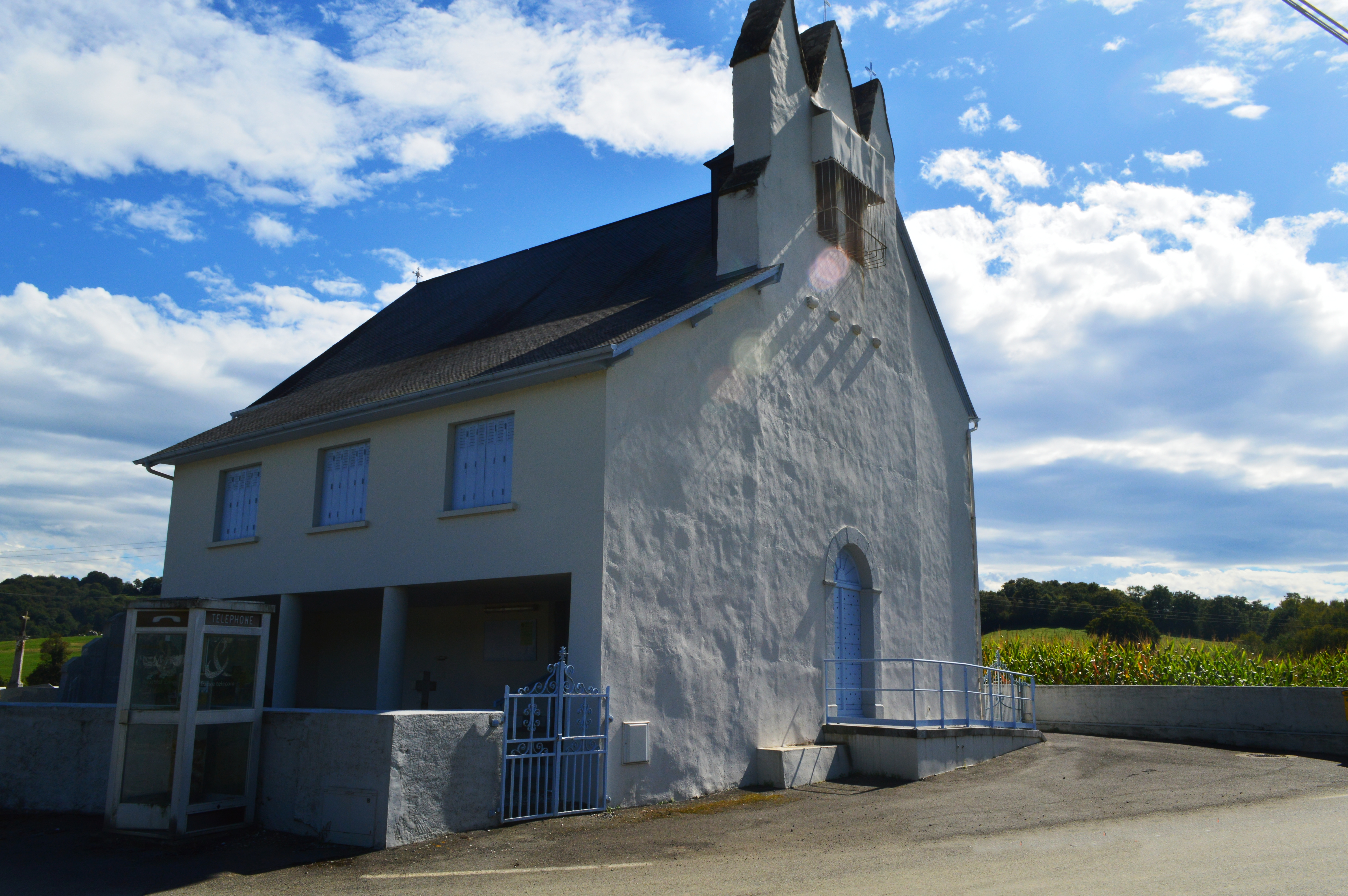
Arrast
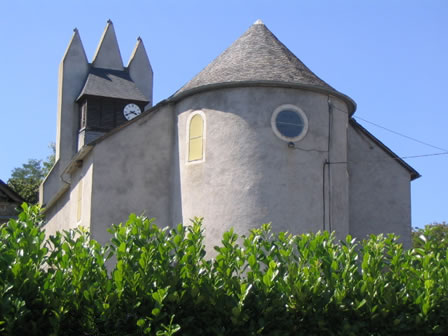
Berrogain-Laruns
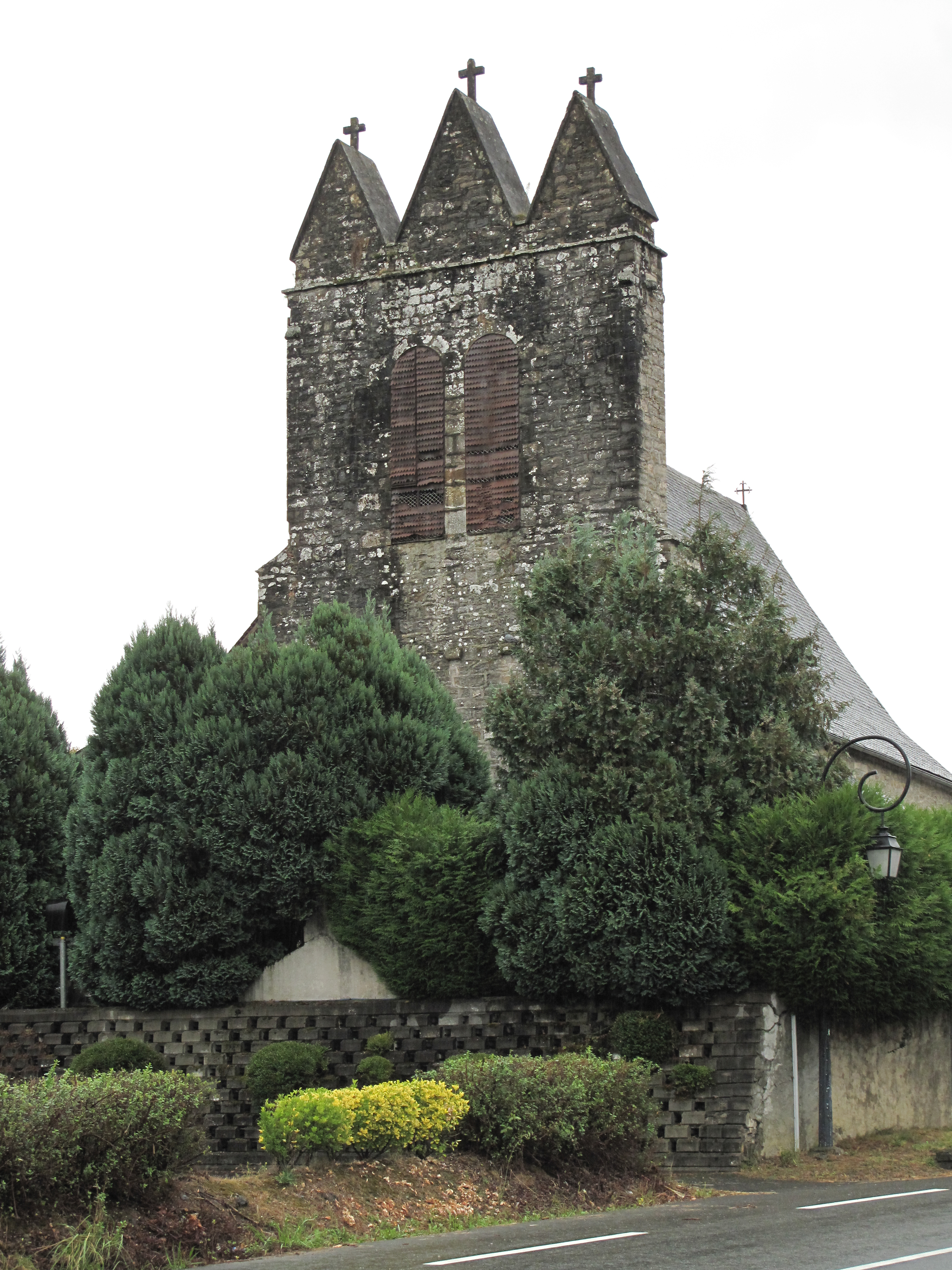
Charritte-de-Bas
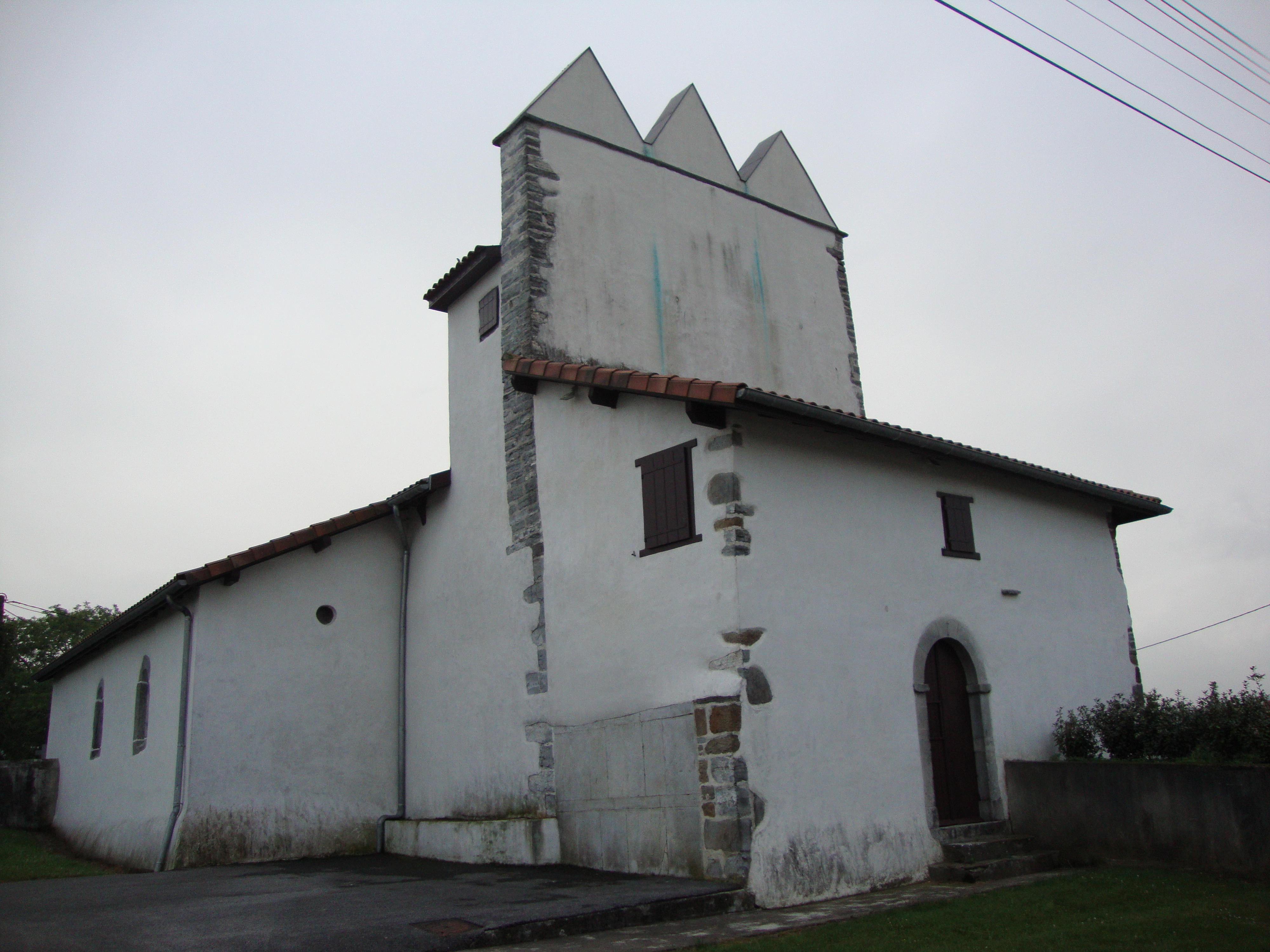
Berraute
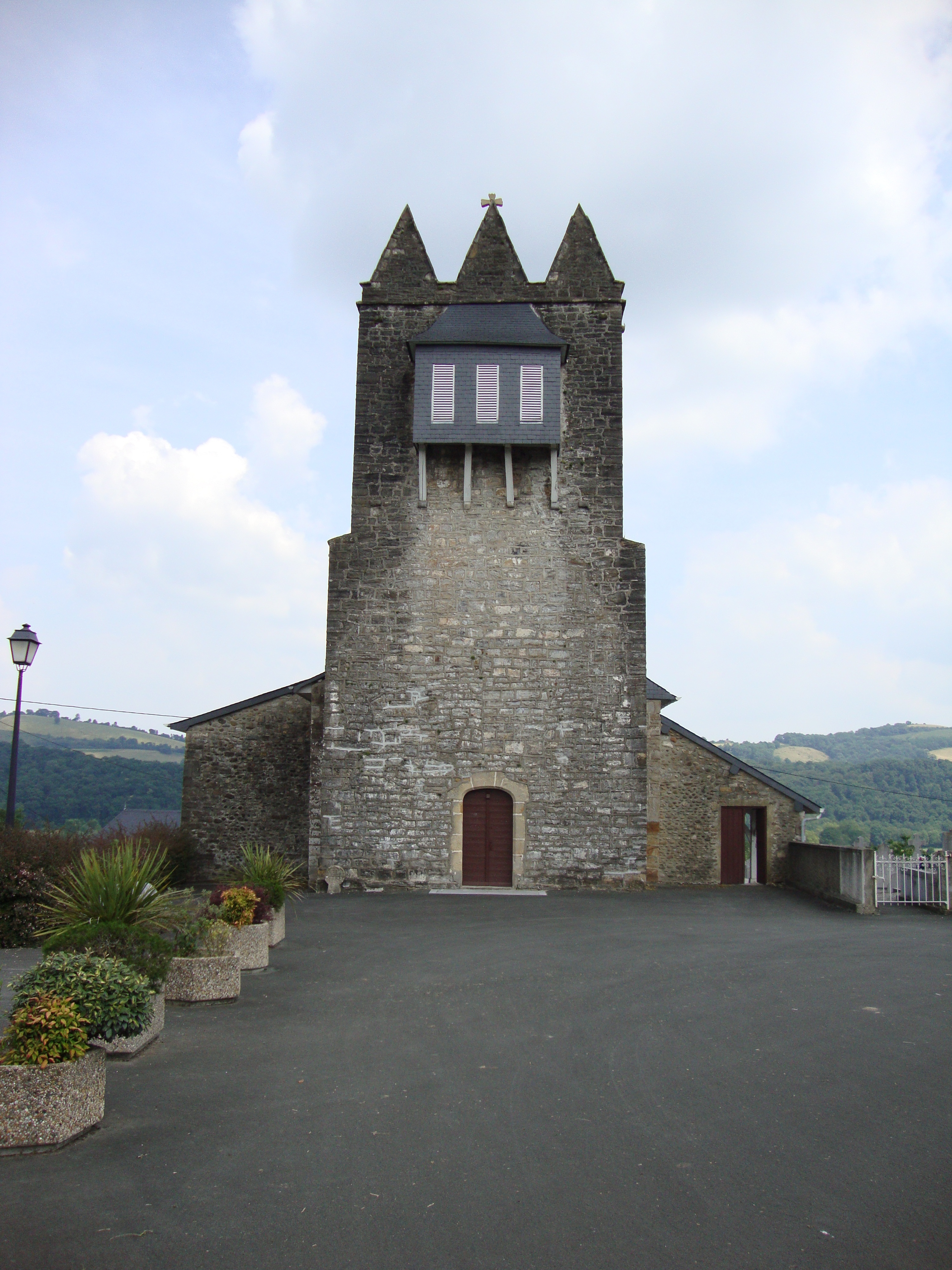
Undurein
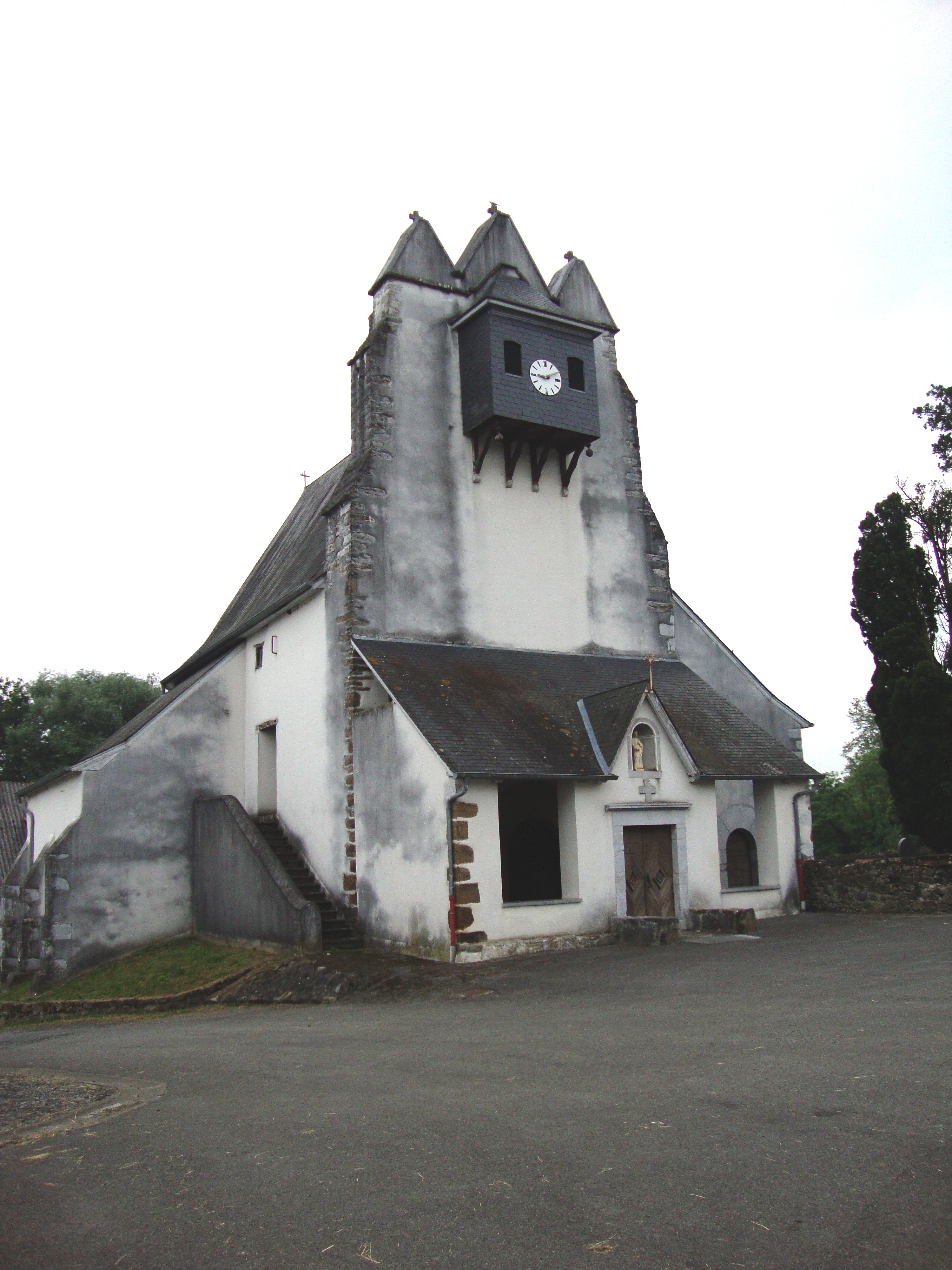
Idaux
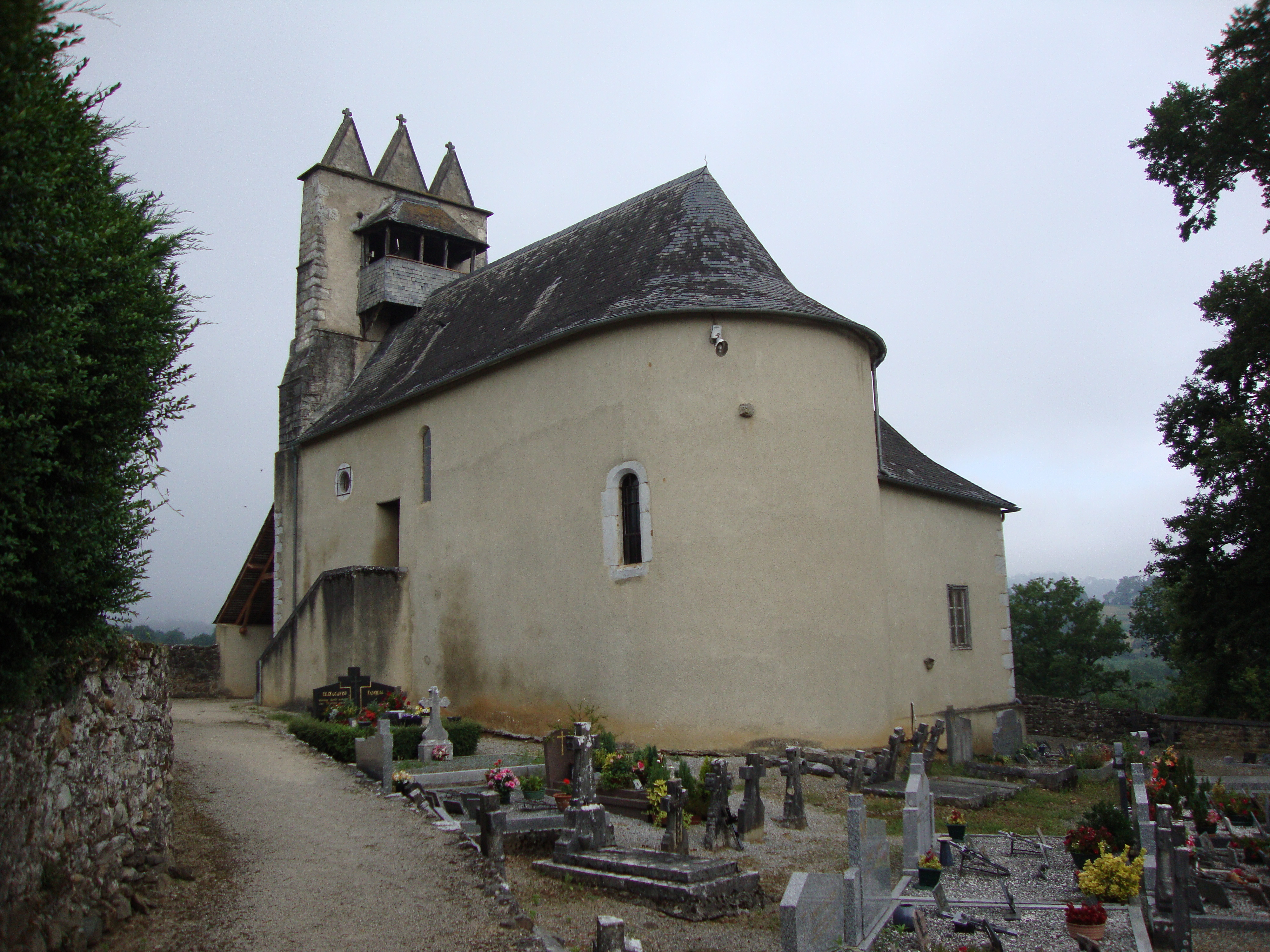
Mendy
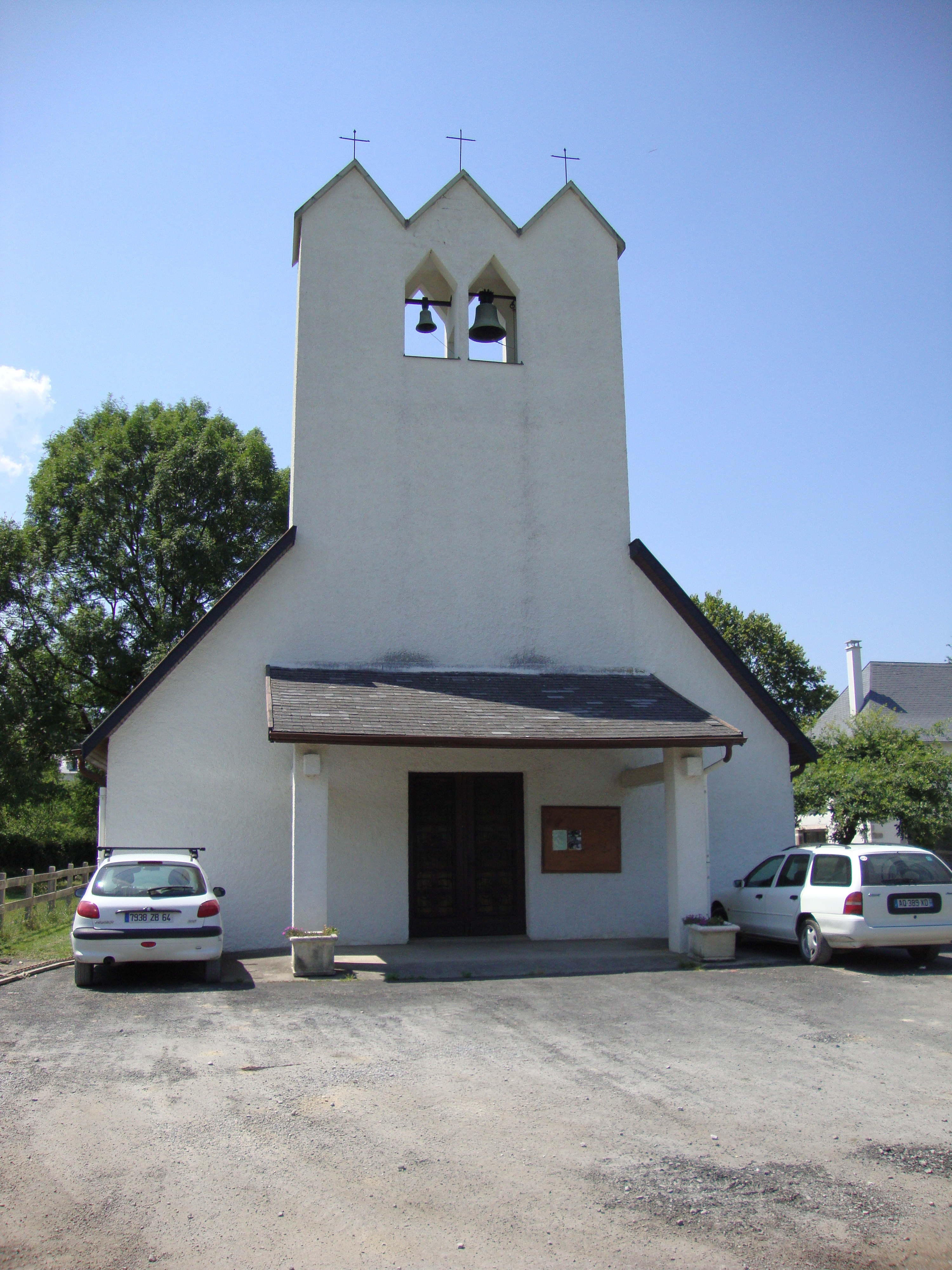
Abense
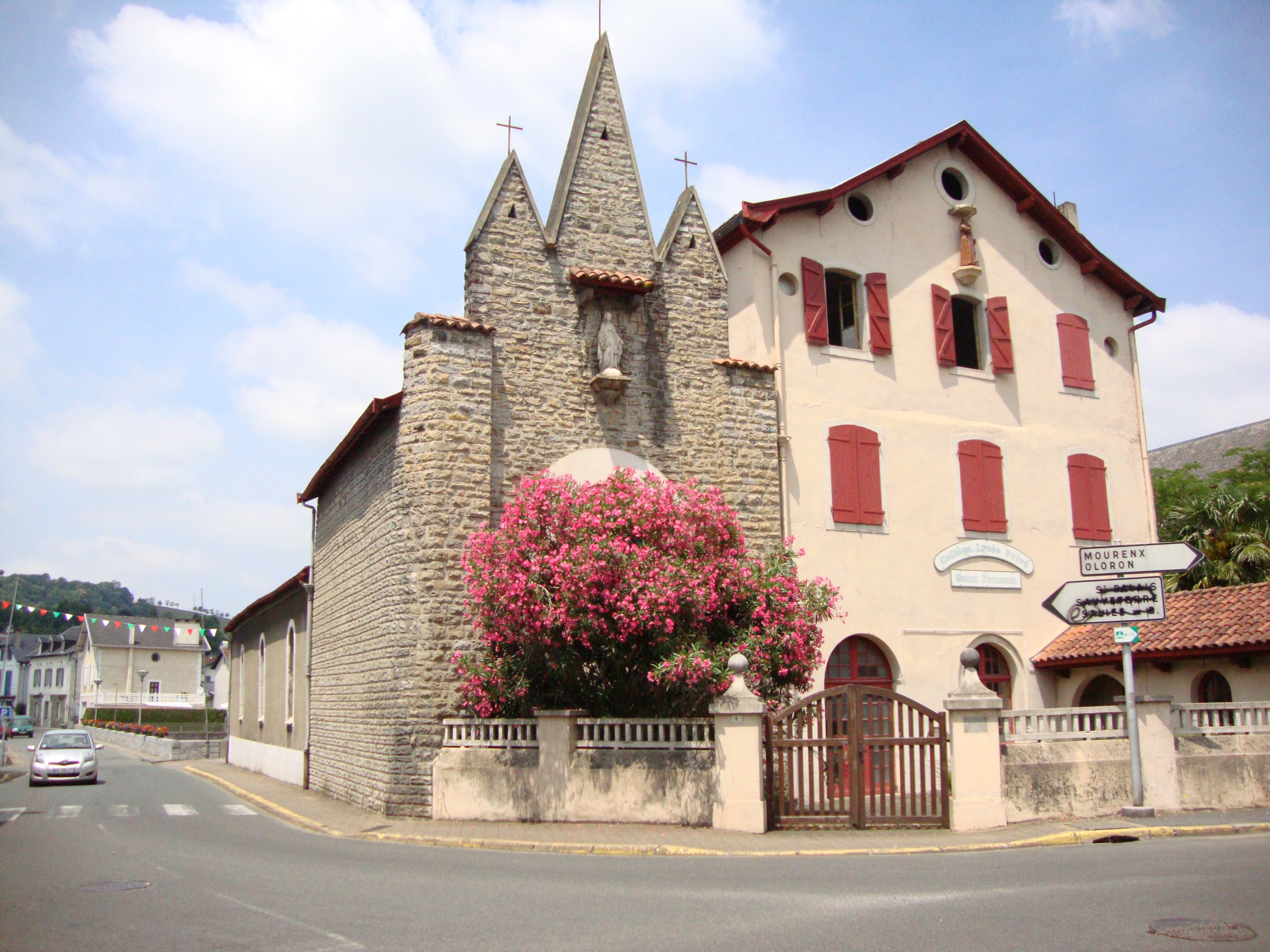
Mauléon-Licharre, Kapelle Saint-François
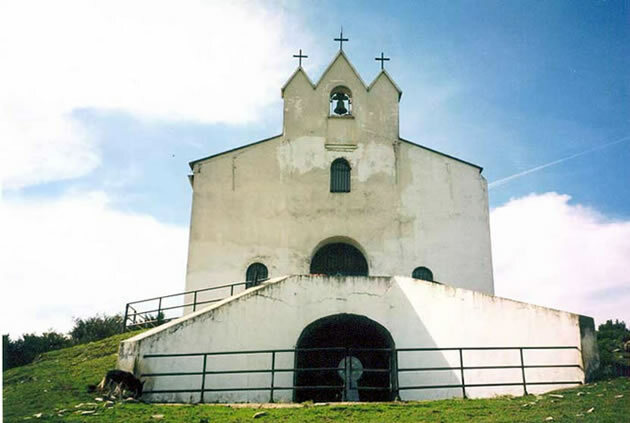
Kapelle am Col d'Osquich
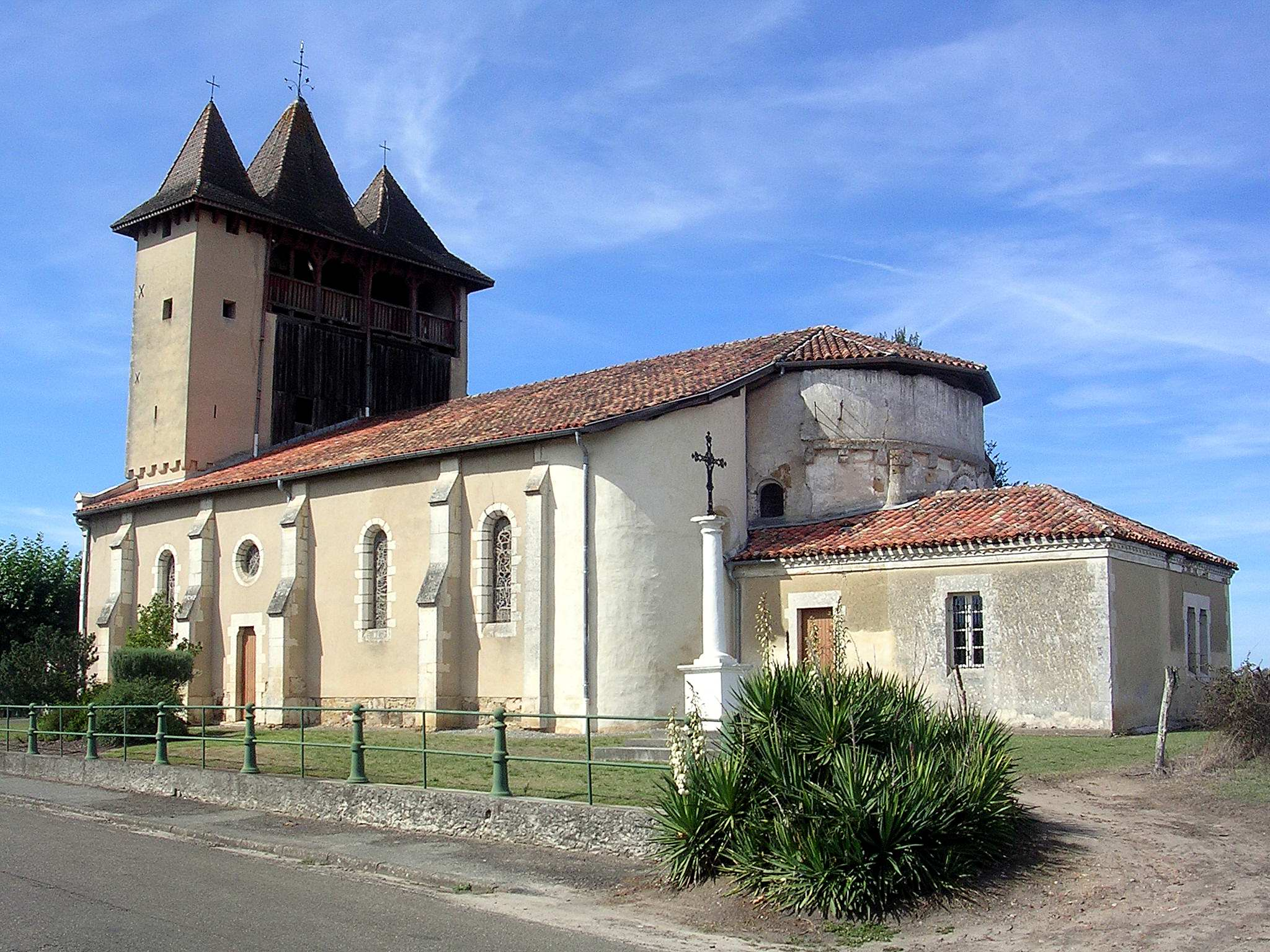
Saint-Yaguen
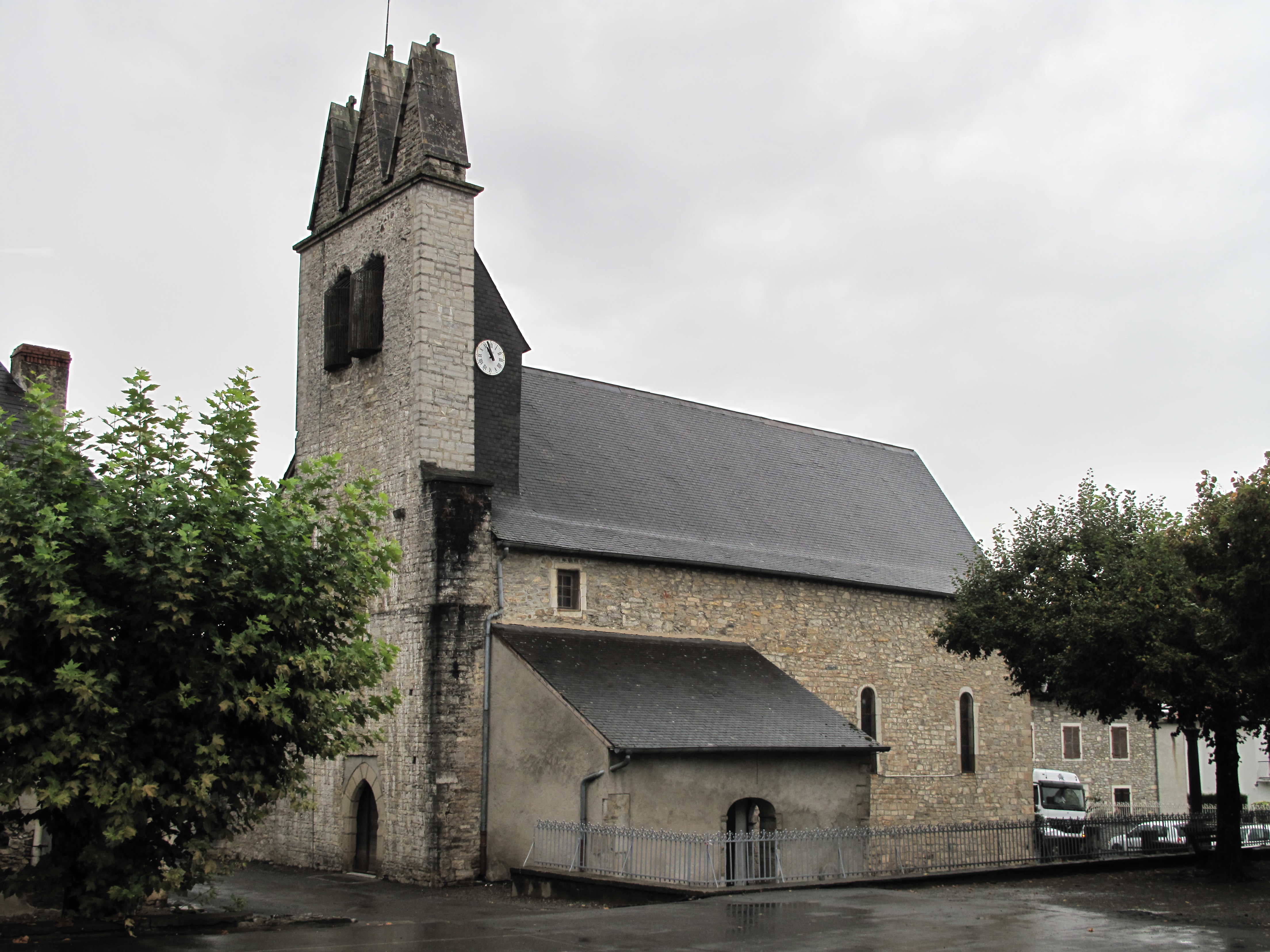
Viodos
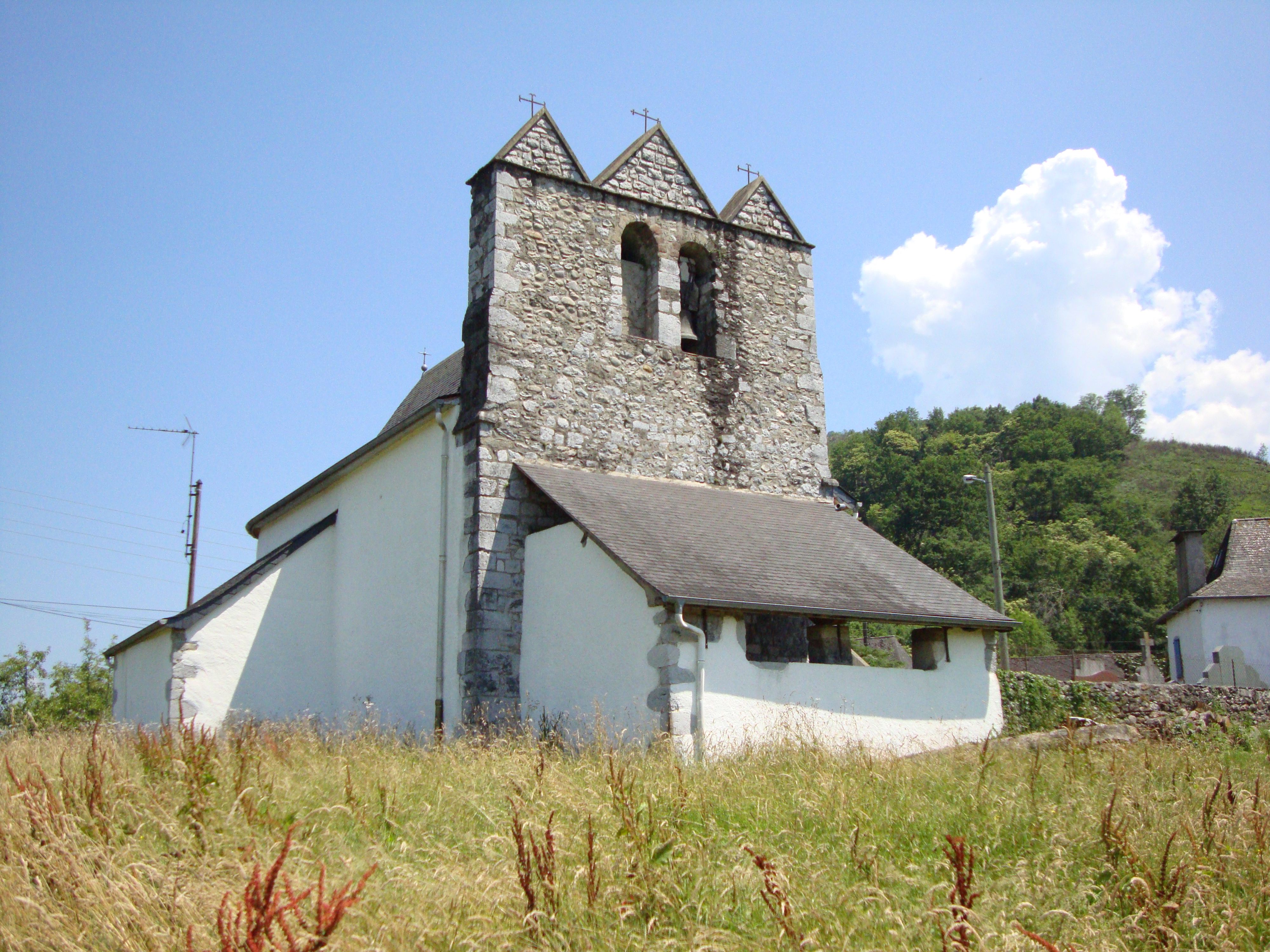
Restoue